# Lezzeno
Lezzeno (lombardul: Lescen vagy Lezzen) település Olaszországban, Lombardia régióban, Como megyében. Lakosainak száma 1923 fő (2023. január 1.). Lezzeno Argegno, Bellagio, Tremezzina, Sala Comacina, Zelbio, Colonno, Nesso és Veleso községekkel határos.

## Népesség
A település lakossága az elmúlt években az alábbi módon változott:
| Lakosok száma | 2074 | 2095 | 1923 |
|               | 2017 | 2018 | 2023 |